# Taeniopteryx fusca
Taeniopteryx fusca is een steenvlieg uit de familie vroege steenvliegen (Taeniopterygidae). De wetenschappelijke naam van de soort is voor het eerst geldig gepubliceerd in 1980 door Ikonomov.